# Alphonse Desmet
Alphonse (Alfons) Desmet est un organiste, compositeur, pédagogue et musicographe belge, né à Ooigem le 1er janvier 1864 et décédé à Bruxelles le 31 mars 1944.

## Biographie
Après des études générales menées à l'Institut Saint-Berthuin à Malonne, Alphonse Desmet s'inscrit à l'École de musique religieuse de Malines, récemment fondée par Jacques-Nicolas Lemmens en 1879 (école qui prendra par la suite le nom de son fondateur : Institut Lemmens). Élève de Lemmens puis d'Edgar Tinel, il obtient son diplôme d'orgue avec la plus grande distinction en 1882.
En 1887, il exerce à Namur les charges d'organiste à la cathédrale Saint-Aubin et l'église des Jésuites et de maître de chapelle à  l'église Saint-Servais. 
De 1906 à 1932, en l'église Saint-Servais à Schaerbeek, il exerce également les charges d'organiste et de maître de chapelle.
En 1902, il succède à Alphonse Mailly comme professeur d'orgue au Conservatoire royal de Bruxelles, poste qu'il conserve jusqu'à sa retraite en 1929. 
Parmi ses élèves, citons Jean Absil, Abel Debourle, Louis Joos, Maurice Guillaume et Paul de Maleingreau (qui lui succédera dans la charge de professeur d'orgue au Conservatoire royal de Bruxelles).
Musicographie, Alphonse Desmet est membre du comité de rédaction de la revue Musica sacræ. Il y publie des articles ainsi que des œuvres de musique religieuse composées par lui (messes, motets). En 1936, il occupe la fonction de vice-président de la section Liturgie et musique religieuse du Congrès catholique de Malines.
Enfin, avec son frère Aloys et Oscar Depuydt, Alphonse Desmet harmonise les chants liturgiques de l' Organum comitans ad Graduale Romanum.
Alphonse Desmet décède à Bruxelles en 1944, à l'âge de 80 ans. 

## Distinctions
- Chevalier de l'ordre de la Couronne
- Croix Pro Ecclesia et Pontifice

## Écrits
- Desmet, A. : De l'interprétation des œuvres d'orgue de J.-S. Bach, in : Musica Sacra.